# Soderup Sogn
Soderup Sogn 
ist eine Kirchspielsgemeinde (dän.: Sogn)
auf der Insel Sjælland im südlichen Dänemark.
Bis 1970 gehörte sie zur Harde Merløse Herred im damaligen Holbæk Amt, danach zur Tølløse Kommune im Vestsjællands Amt, die im Zuge der  Kommunalreform zum 1. Januar 2007 in der Holbæk Kommune in der Region Sjælland aufgegangen ist.
Im Kirchspiel leben 1326 Einwohner (Stand: 1. Januar 2023).
Im Kirchspiel liegt die Kirche „Soderup Kirke“.
Nachbargemeinden sind im Südwesten Kirke Eskilstrup Sogn und im Nordwesten Tølløse Sogn, ferner in der östlich benachbarten Lejre Kommune Kirke Sonnerup Sogn, Kirke Saaby Sogn und Kirke Hvalsø Sogn und in der südlich benachbarten Ringsted Kommune Valsølille Sogn.